# Загож
Загож (пољ. Zagórz) град је у Пољској у Војводству поткарпатском. По подацима из 2012. године број становника у месту је био 5100.

## Становништво
| 2012. |
| ----- |
| 5.100 |